# Bruno Vilar
Bruno Vilar, nato Villaraggia (Gravellona Toce, 3 marzo 1942 – Bergamo, 23 giugno 1978), è stato un poeta e attore italiano.

## Biografia
Nato a Gravellona Toce in tempo di guerra, iniziò prestissimo sia l'attività di poeta che la carriera di attore. Interprete sensibile e profondo, schivo e schietto, giunto a Milano lavorò con diversi registi, tra cui Giorgio Strehler al Piccolo Teatro di Milano. Affidò poi la propria voce alla radio, attraverso le prime Radio libere, all'indomani della liberalizzazione dell'etere. Il 18 dicembre 1972 sposò nel suo paese natio l'attrice Paola Borboni, di quarantadue anni più anziana, la quale affettuosamente lo soprannominò il "mio vedovo". La loro unione terminò il 23 giugno 1978, a causa dei postumi di un incidente stradale, in seguito al quale Vilar morì e la Borboni fu costretta alle stampelle.

## Filmografia
- I promessi sposi, regia di Sandro Bolchi (1967)
- Processi a porte aperte: Losey il bugiardo, regia di Fulvio Tolusso (1968)
- La freccia nera, regia di Anton Giulio Majano (1969)
- Arsène Lupin, regia di Jacques Armand (1971)
- Bello come un arcangelo, regia di Alfredo Giannetti (1974)
- Marco Visconti, regia di Anton Giulio Majano (1975)
- Nerone, regia di Castellacci e Pingitore (1977)
- Il commissario De Vincenzi 2, regia di Mario Ferrero (1977)

## Prosa televisiva
- Le nozze difficili, di Vitaliano Brancati, regia di Aldo Grimaldi, trasmessa dal Canale 1 il 21 giugno 1977.